# Cisco Field
Il Cisco Field era il progetto per la costruzione del nuovo stadio degli Oakland Athletics a San Jose, che avrebbe dovuto rimpiazzare l'attuale O.co Coliseum. Il 5 ottobre 2015 la Corte suprema degli Stati Uniti d'America ha respinto l'offerta della città di San Jose di ospitare gli Oakland Athletics.